# Rasl
Rasl est une bande dessinée de l'Américain Jeff Smith publiée sous forme de comic books de 2008 à 2012 chez Cartoon Books, maison d'édition de l'auteur. Elle raconte les aventures de Rasl, ancien ingénieur capable de voyager entre les mondes parallèles et utilisant ce talent pour faire du trafic d'œuvres d'art.

## Liste des publications

### Comic books
1. The Drift, 27 février 2008.
2. Annie, 18 juin 2008.
3. Maya, 15 octobre 2008.
4. Opening Doors, 29 avril 2009.
5. Uma, 15 juillet 2009.
6. The Mad Scientist, 20 janvier 2010.
7. Brighter than the Sun, 31 mars 2010.
8. Romance at the Speed of Light, 20 juillet 2010.
9. The Warning, 24 novembre 2010.
10. Best Laid Plans, 20 avril 2011.
11. The Event, 6 juillet 2011.
12. Synchronicity, 25 octobre 2011.
13. Miles, février 2012.
14. Closer to the Center, 30 mai 2012.
15. Taking the Fall, 1er août 2012.

### Albums
- Rasl, Cartoon Books :

1. The Drift (vol. 1-3), 2009.  (ISBN 978-1-888-96320-5)
2. The Fire of St. George (vol. 4-7), 2010.  (ISBN 978-1-888-96322-9)
3. Romance at the Speed of Light (vol. 8-11), 2011.  (ISBN 978-1-888-96333-5)
4. The Lost Journals of Nikola Tesla (vol. 12-15), 2012.  (ISBN 978-1-888-96332-8)

- Rasl (vol. 1-15), Cartoon Books, 2013.  (ISBN 9781888963373) Première édition intégrale.

### Albums en français
- Rasl, Delcourt, coll. « Contrebande » :

1. La Dérive, 27 août 2014.  (ISBN 978-2-7560-2360-1)
2. UMA, 3 décembre 2014.  (ISBN 978-2-7560-6282-2)
3. Maya, 27 août 2015.  (ISBN 978-2-7560-6354-6)

## Prix et récompenses
- 2014 : Prix Eisner du meilleur recueil pour l'édition intégrale